# Разработка ПО/CEE-SEC(R)
Разработка ПО/SEC(R) (Разработка программного обеспечения/ Software engineering conference Russia) — ежегодная научно-практическая конференция, организуемая ассоциацией «Руссофт» и проводящаяся с 2005 года. Посвящена проблемам разработки программного обеспечения и программной инженерии.
Основная аудитория конференции: программисты, системные аналитики, инженеры качества, архитекторы программного обеспечения, кадровые специалисты, менеджеры проектов, руководители производства, технологические предприниматели, представители академических кругов, занимающиеся исследованиями в области информатики, а также студенты и аспиранты профильных специальностей.
Программа конференции составляется из отчётов о практической работе, результатов научных исследований, круглых столов, семинаров, приглашенных и ключевых докладов.
По результатам конкурса программным комитетом отбирается порядка 35 % из поданных на рассмотрение докладов и статей, и их авторы освобождаются от уплаты организационного взноса.
С 2012 года публикуется видео всех выступлений.
С 2013 года в программу входят мастер-классы и открытое собрание ассоциации РУССОФТ. Появился формат «Дискуссионного уголка» — места, где участники сами предлагают тему дискуссии и время обсуждения.

## Докладчики
Среди приглашённых докладчиков конференции были Бьёрн Страуструп, Ивар Якобсон, Джефф Сазерленд, Бертран Мейер, Илья Сегалович, Джим Стайклетер, Дэйв Томас,Томас Эрл (англ. Thomas Erl), Ричард Соули (англ. Richard Soley), Игорь Агамирзян, Гради Буч, Ларс Бак (2009 год), Юрий Гуревич, Александр Л. Вульф, Эрих Гамма, Виктор Иванников (2008 год), Сергей Белоусов, Ларри Константин (англ. Larry Constantine) (2007 год), Юрий Карпов, Стив Меллор (англ. Stephen J. Mellor), Рик Казман, Марк Полк, Майкл Кузумано (англ. Michael A. Cusumano), Майкл Вонг, Дэвид Уэст, Кристал Валентайн, Анатолий Левенчук, Терехов, Андрей Николаевич, Эрик Райс (англ. Eric Reiss).